# دوم سوليفان
دوم سوليفان (بالإنجليزية: Dom Sullivan)‏ هو لاعب كرة قدم ومدرب كرة قدم بريطاني، ولد في 1 أبريل 1951 في غلاسكو في المملكة المتحدة. شارك مع منتخب اسكتلندا تحت 21 سنة لكرة القدم. أما مع النوادي، فقد لعب مع نادي أبردين ونادي سلتيك ونادي غرينوك مورتون.